# Carmen Martín Belinchón
Carmen Martín Belinchón (Madrid, 19 de junio de 1912-3 de noviembre de 1996) conocida como Pinocha, fue una mujer madrileña, militante de Unión General de Trabajadores (UGT) y de la Agrupación de Mujeres Antifascistas del Partido Comunista de España (PCE). Exiliada en Francia tras la Guerra civil, fue una colaboradora destacada de la Resistencia y el Maquis español.

## Trayectoria
Nacida en el barrio popular de La Latina, en Madrid, era la segunda hija de Esteban Martín Parra y de Emilia Belinchón Nieto, sus hermanas se llamaban Pilar y Candela. Por tradición familiar, el padre era empleado del Teatro Real de Madrid. Se educó en el colegio de las Carmelitas Descalzas de San Francisco el Grande. A los nueve años ingresó en la escuela de ballet del Teatro Real. En 1925, la muerte del padre dejó a la familia sin recursos, por lo que, Carmen, con 12 años, se puso a trabajar, primero de sirvienta y después de modista y bordadora.
Tras la proclamación de la Segunda República española, se afilió a la UGT, siendo una de las impulsoras del Sindicato de la aguja. En 1933, participó en la campaña electoral como miembro de la Agrupación de Mujeres Antifascistas (AMA).
Después de la Revolución de Asturias de 1934, viajó con los grupos Pro-Amnistía en apoyo de los represaliados. En una cárcel conoció a Emílio Álvarez Canosa, miembro del PCE y hermano de una compañera, con el que inició una relación, que se oficializó en 1935, cuando salió amnistiado.
Ese mismo año fue cantante de los Coros Proletarios, que, al estilo de la Unión Soviética, contaban con más de 125 voces. También se integró en el grupo teatral de los hermanos Asensio, que montaban zarzuelas y amenizaban las concentraciones populares. Martín y su pareja participaron en numerosas acciones culturales y políticas en los ateneos obreros, bibliotecas y Casas del pueblo.
Tras el Golpe de Estado del 18 de julio, él fue al frente con los Milicianos del Sindicato de Artes Gráficas y ella se incorporó a las labores de apoyo de las Milicias Obreras. Se casaron ese mismo octubre. Álvarez-Canosa combatió en varios escenarios de guerra con Valentín González "el Campesino" y llegó a ser comandante siendo herido en varias ocasiones. 
Con la derrota del bando republicano, el 9 de febrero de 1939, Carmen Martín, con el primer hijo en brazos y embarazada del segundo, atravesó la frontera francesa. En Cerbère  contrajo una pleuresía grave. Sobrevivió y en octubre de 1939 nació su segundo hijo.
Fueron internados en un hospicio de Carsac, en el campo de Saint Laurent de Cerdans, en Domme y Sarlat. Álvarez-Canosa, en el momento de la Retirada, comandaba el batallón de la 46ª División. Estuvo preso en varios campos de concentración y centros disciplinarios. No encontró a su familia hasta la primavera de 1940, tras obtener un trabajo en las minas de oro de Salsigne, en la zona de la Montaña Negra.
El 10 de mayo, las tropas de Hitler invadieron Francia y París capituló. El mariscal Pétain firmó el Armistício de 22 de junio de 1940. La familia Álvarez-Martín se trasladó a Marsella para poder emigrar a México. Fueron nuevamente separados, Martín y los niños enviados al castillo de Montgrand y Álvarez-Canosa a Reynarde; pero no pudieron embarcar. En marzo de 1941, Álvarez-Canosa encontró trabajo en las minas de carbón y se trasladaron a Gréasque. En noviembre de 1942, el ejército nazi ocupó Francia y se organizó la resistencia. Álvarez-Canosa entró contacto con el FTP-MOI, un grupo formado por inmigrantes y jóvenes franceses que querían eludir el traslado obligatorio a Alemania. Gracias a su experiencia de mando, adquirida durante los años de la Guerra civil, pronto se convirtió en un destacado guerrillero, conocido con el renombre de Pinocho.
Perseguido por los alemanes, tras varios sabotajes, se trasladó a Sarlat y se unió a los grupos que operaban en Dordoña. Carmen Martín y sus hijos le siguieron y ella se integró en la guerrilla con el nombre de Pinocha. El niño Emílio, de solo seis años, llamado Pinochín, también colaboró haciendo de correo , llevando mensajes de una granja a otra.
Álvarez-Canosa cayó herido y Martín ocupó su lugar. Colaboró en la recepción de los primeros envíos aéreos de material desde Inglaterra y, ayudada por algunos campesinos de la zona, tras los lanzamientos, recogía las cajas de armas y alimentos y recuperaba los paracaídas, con los que confeccionaba prendas y zapatillas. Estuvo en contacto con la Agencia de Inteligencia británica (MI6) y con destacados partisanos como Raymond Dronne, Manuel Cremades, George Guingouin y Ramón Vila Capdevila. En 1944 participó activamente en la labor de reclutamiento, organización y acompañamiento de guerrilleros hasta la frontera española, para unirse a los maquis españoles e iniciar la Invasión del Valle de Arán. La operación fracasó y fallecieron treinta y dos guerrilleros de su grupo. 
A finales de 1944, tras serios enfrentamientos y descontento con la política y objetivos del PCE, Álvarez-Canosa abandonó la militancia  y regresó a Griasca donde trabajó en la mina hasta su jubilación en 1979. Fue condecorado con la Croix de guerre 1939-1945 y nombrado oficial de la Legión de Honor. Carmen Martín Belinchón y sus hijos se integraron plenamente en la sociedad francesa.
A primeros de noviembre de 1996,el matrimonio fue invitado a los actos que el gobierno de Felipe González había preparado en Madrid para rendir homenaje a los supervivientes de Las Brigadas internacionales. La primera recepción estaba programada para el 4 de noviembre, pero un día antes, murió por un infarto.